# 織田完之
織田 完之（おだ かんし、天保13年9月18日（1842年10月21日） - 大正12年（1923年）1月18日）は、日本の農政家、歴史学者、著述家。

## 概説
織田完之は、明治時代の官僚および農政史学者、歴史学者、著述家である。字は士全、雅号は鷹洲、寅賓。
医者の家系に生まれ当初は医術を専攻したが、幕末には松本奎堂に師事したのち、天狗党の乱を視察するなど志士として活動した。明治以後は新政府の官僚として弾正台や大蔵省、内務省などに奉職、その後農商務省農務局に異動し尚古派農学者として佐藤信淵の著作の編纂など日本在来農法の調査・編纂に従事した。また、金原明善らとともに印旛沼干拓の事業計画を行った。
晩年は歴史研究にも従事し、平将門の雪冤運動を展開するなど歴史上の人物の顕彰活動を行った。著書の総計は、刊行書が180冊、未完書が56冊に達する。

## 経歴

### 出生から幼年期
天保13年（1842年）9月18日（旧暦）、三河国額田郡高須村（現・愛知県岡崎市福岡町居屋敷）に生まれる。父・織田良右衛門、母・リウの第5子。幼名は策馬。織田家は織田信雄の末裔であるという家伝を持つ豪農の一族とされ、母方の岩瀬家は医家として同地での名家であるとされる。
天保14年（1843年）、2歳の時父と死別し、続いて母を失った。そのため母の実家の岩瀬家に引き取られ、長兄・董作とともに母方の祖父である岩瀬友右衛門に養育された。華岡青州の門下である長男・岩瀬敬介とその子敬斎より医学を学び、医院の書生として仕事を行った。その後、嘉永6年（1853年）から安政3年（1856年）にかけて上地村の早川文啓に漢学の素読や医学を学んだ。さらに曽我耐軒に2年間、その後沓掛村（現・豊明市）の伊藤両村に寄留して勉学した。

### 志士時代
安政6年（1859年）、18歳の時に名古屋の松本奎堂に入門、翌年塾長となる。松本が家塾を閉鎖したことに伴い、21歳で郷里に戻り中之郷村で医業を開く。翌年には後に妻となる織田咲枝と同棲するが、文久3年（1863年）の天誅組の変で松本が戦死すると江戸に出た。元治元年（1864年）、武田耕雲斎の筑波挙兵（天狗党の乱）を聞き、ただちに筑波へかけつけ戦いを視察、その状況を『常野兵談』4冊にまとめた。さらに蛤御門の変、四国艦隊下関砲撃事件などに際会し、京都に上り勤王攘夷派の志士と往来する。長州萩の同志に京都の状況を知らせようと、もしくは七卿落ちにより長州に滞在していた公家の世話をしようと出立したが、岩国で幕府方の間諜と見誤られ、慶応3年（1867年）6月から岩国藩吉川家に入牢となり、獄中で生活する。

### 出獄、政府官僚へ
1868年（明治元年）、従姪となる織田咲枝と結婚（1874年に離縁）。1869年（明治2年）2月、品川弥二郎の嘆願によって釈放される。同年6月、品川の推薦により明治新政府の弾正小巡察に任ぜられた。同年病気を理由に弾正台を辞任し帰郷するが、まもなく若松県（現・福島県）の権小属となる。弾正台出身の織田が若松県監察局に任用されたのは、当時知事であった四条隆平の県政安定を意図した方策であったと考えられる。この時利根川を渡り、関東の風土に接したことがその後の農政、治水に関心を抱く動機になったと言われており、この前後に佐藤信淵や二宮尊徳への関心を持ち始めたとされる。若松県赴任後は監察局頭取に就任、中等学校下等科であった若松学校の主事として活動した。1870年（明治3年）、病気のため再び帰郷する。
1871年（明治4年）、大蔵省記録寮に出仕。この頃より佐藤信淵の著書の校訂および出版を開始する。1874年（明治7年）、内務省勧業寮に異動。内藤新宿農務試験場などに勤務した。同年、大久保利通、松方正義の知遇を得て『農政垂統紀』を著した。
1881年（明治14年）、農商務省の設置に伴い同省農務局に転じ、内外農書の蒐集にあたった。『大日本農史』全6巻、『大日本農政類編』などの編集に従事し自らも『本朝農事参考書解題』全5巻を著した。

### 印旛沼開削計画の開始

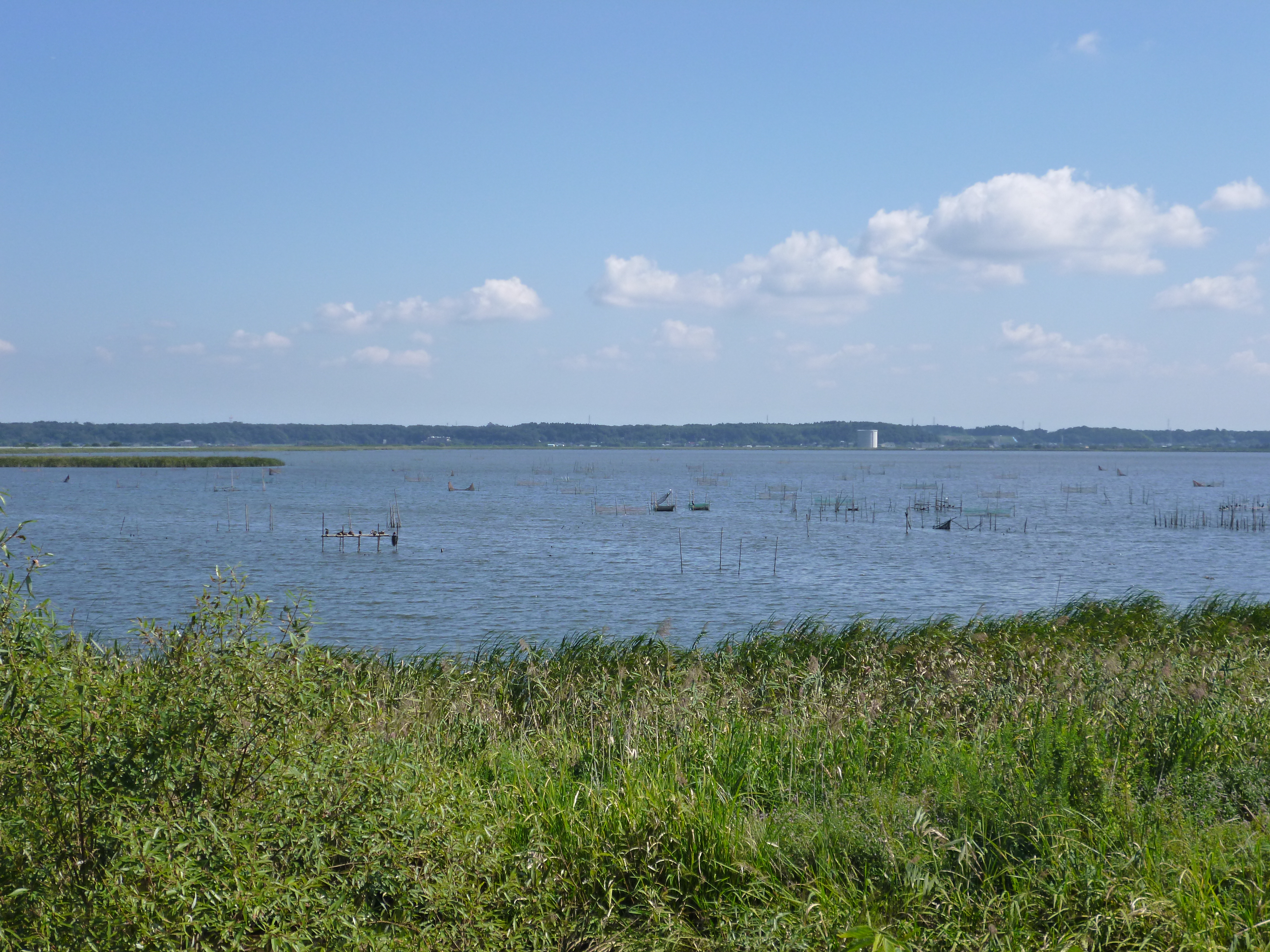
現在の印旛沼

日本の治水・水利等の農政資料の整理を通じ、江戸期における印旛沼開削工事計画の存在を知る。特に、完之が印旛沼開削の必要を痛感したのは、佐藤信淵の『内洋経緯記』に刺激されたためと言われており、同書には印旛沼干拓による農業および経済、軍事的な利点が述べられている。『印旛沼開削沿革誌』（1884年）や『印旛沼経緯記』（1893年）などを著すとともに、その実行に移った。
印旛沼は、旧幕臣の平山省斎と彼が官長を務めていた神道大成教の資金をバックに1884年（明治17年）よりその干拓計画が始められた。天竜川治水事業に貢献した金原明善と完之がそこに加わり、1888年（明治21年）4月、千葉県の許可が得られる。同年5月、大明会という発起人会が東京で設立される。発起人13人のうちには金原や岩崎弥太郎、渋沢栄一、伊藤博文、三島通庸などが名を連ねた。完之が中心となり本格的な開削計画の立案が開始されるが、オランダ人技師ヨハニス・デ・レーケの測量報告書や土木局の調査は完之の意図したものと大きな齟齬があり、1893年（明治26年）頃、計画は行きづまり中止された。
なお、本格的な干拓工事が始まったのは1946年（昭和21年）のことであり、1969年（昭和44年）に現在の印旛放水路が完成している。

### 引退後・歴史研究

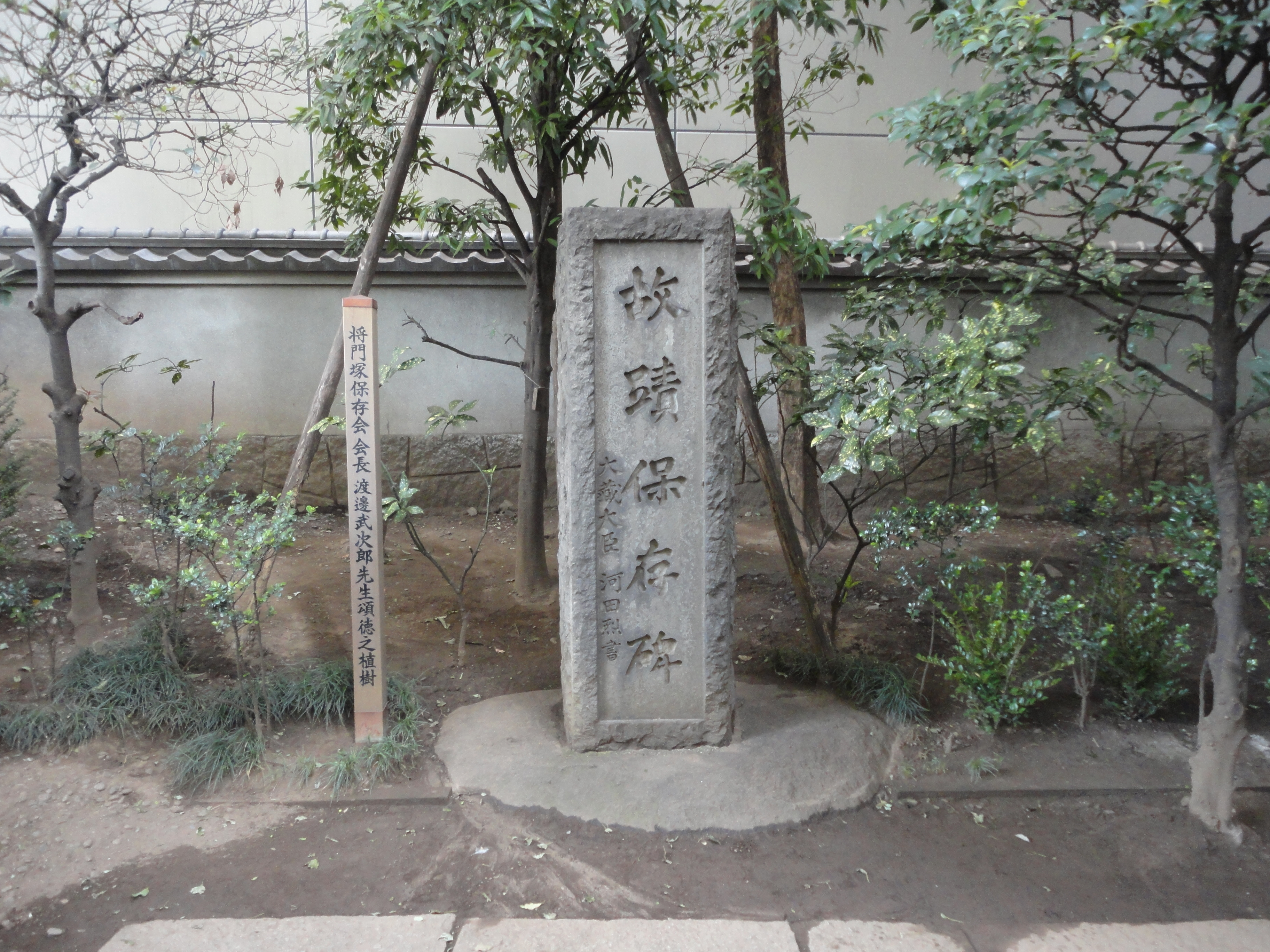
将門塚にある故蹟保存碑。当初は完之と阪谷芳郎によって建立された。

印旛沼開削計画の頓挫ののち、完之は再び江戸時代後期の農政学者佐藤信淵の研究に長く力を尽くすこととなった。信淵の著作25冊の校訂刊行を実施し、その遺稿を大集して1906年（明治39年）に『佐藤信淵家学大要』を刊行した。この研究はやがて滝本誠一の『佐藤信淵家学全集』（岩波書店）編纂や、秋田の信淵研究会の結成、信淵文庫の開設（1941年）となってさらに発展した。
また、1901年（明治34年）に碑文協会を設立し、完之は平将門など、歴史上の人物の顕彰活動を開始した。
平将門が明治政府により叛臣とされるなか、完之は平将門雪冤運動を開始した。完之は国定教科書から将門叛逆の記述を除くように政府に建議をしたり、平将門絵伝をつくり明治天皇に一読するよう進めたと言われる。 そうした運動の中で将門記の注解書『国宝将門記伝』（1905年）や、将門ゆかりの史跡・伝説を調査した『平将門故蹟考』（1907年）など多くの著作を残した。 明治時代後期からようやく始まった将門の復権に、完之の著作が果たした功績は少なくない。 また、完之の将門研究は恣意的解釈が混じっていて学問的に肯定できない点も少なくないが、今日では失われてしまった故跡を記すなどした努力は、現代の将門研究の発展を考えるときに軽んじることはできないとされる。

### 死去・その後
1923年（大正12年）1月18日、東京で死去。享年80歳。晩年、完之は緑内障を発症した後に腎臓を患っていた。東京都台東区谷中の天王寺に墓碑がある。また、岡崎市福岡町の高須神社にある石碑「鷹洲先生寿碑」の題字は渋沢栄一によるものである。
2007年（平成19年）7月3日、故郷の高須神社境内に織田完之史料室が完成した。

## 思想

### 尚古派農政官僚として
小野武夫によれば、明治初期の農学界には尚古派が存在したとされ、織田は明治初期から中期にかけてみられた皇室を中心とした農政史派であったとされる。國雄行によれば、織田は明治政府の農業政策の正統性を担保するため、佐藤信淵および北畠親房の「農政が中古以降衰微した」とする主張を利用し、それ以前行っていた天皇による農政を復活させるという考えを持っていたとする。その一方で、織田は農業の現場と乖離した理論的な「農学」ではなく、現場に密接に関わる実用的な「農政学」を講ずるべきであるとした主張を行い、西洋農学も実用的な部分を取り入れ、排斥する考えは持っていなかったと指摘している。

### 歴史学者として
織田は碑文協会を設立して歴史上の人物の顕彰に乗り出すが、『印旛沼開発史』はその理由として、成果を見ずに死去した人物への共感と同情があるとしている。また、織田が平将門を擁護する言説に至った理由として、宮地正人は、織田を「通り一遍の皇国史観への強い批判者」とした上で、その背景に、三河国出身ゆえに藩閥に入れなかったことや農漁民との接触の影響があると指摘している。また、岸川雅紀は織田が農業政策において実用性を重視している点に着目し、印旛沼周辺の地域や織田の出張した地域に将門伝説が存在していることと合わせて、歴史学上での将門の認識と将門信仰の実情との乖離を感じたことが関与していると推測している。

## 関連人物

### 織田家
織田家は旗本領である高須村に存在する一族であり、系図では織田信雄の子である「次郎左衛門信久」または「甚太夫信久」が熊谷氏の養子となったことを起源とするとされるが、史料の散逸などにより現在は詳細は定かではない。完之によれば、完之の存命中は本家、分家合わせて織田家が12戸存在したという。

#### 系図
完之の祖父から子の世代までの織田家の系図。
| 伴右衛門     | 伴右衛門     | 伴右衛門     | 伴右衛門     | 伴右衛門     | 伴右衛門     |  |  | 良碩     | 良碩     | 良碩     | 良碩     | 良碩     | 良碩     |  |  | 肇之助   | 肇之助   | 肇之助   | 肇之助   | 肇之助   | 肇之助   |  |  | 咲枝     | 咲枝 | 咲枝 | 咲枝 | 咲枝 | 咲枝 |  |  | たか     | たか     | たか     | たか     | たか     | たか     |  |  |
| 伴右衛門     | 伴右衛門     | 伴右衛門     | 伴右衛門     | 伴右衛門     | 伴右衛門     |  |  | 良碩     | 良碩     | 良碩     | 良碩     | 良碩     | 良碩     |  |  | 肇之助   | 肇之助   | 肇之助   | 肇之助   | 肇之助   | 肇之助   |  |  | 咲枝     | 咲枝 | 咲枝 | 咲枝 | 咲枝 | 咲枝 |  |  | たか     | たか     | たか     | たか     | たか     | たか     |  |  |
|              |              |              |              |              |              |  |  |          |          |          |          |          |          |  |  |          |          |          |          |          |          |  |  |          |      |      |      |      |      |  |  |          |          |          |          |          |          |  |  |
|              |              |              |              |              |              |  |  |          |          |          |          |          |          |  |  |          |          |          |          |          |          |  |  |          |      |      |      |      |      |  |  |          |          |          |          |          |          |  |  |
|              |              |              |              |              |              |  |  |          |          |          |          |          |          |  |  | 田鶴     | 田鶴     | 田鶴     | 田鶴     | 田鶴     | 田鶴     |  |  |          |      |      |      |      |      |  |  | 惣四郎   | 惣四郎   | 惣四郎   | 惣四郎   | 惣四郎   | 惣四郎   |  |  |
|              |              |              |              |              |              |  |  |          |          |          |          |          |          |  |  | 田鶴     | 田鶴     | 田鶴     | 田鶴     | 田鶴     | 田鶴     |  |  |          |      |      |      |      |      |  |  | 惣四郎   | 惣四郎   | 惣四郎   | 惣四郎   | 惣四郎   | 惣四郎   |  |  |
|              |              |              |              |              |              |  |  | 良右衛門 | 良右衛門 | 良右衛門 | 良右衛門 | 良右衛門 | 良右衛門 |  |  | 岩瀬董作 | 岩瀬董作 | 岩瀬董作 | 岩瀬董作 | 岩瀬董作 | 岩瀬董作 |  |  |          |      |      |      |      |      |  |  | 佐藤啓行 | 佐藤啓行 | 佐藤啓行 | 佐藤啓行 | 佐藤啓行 | 佐藤啓行 |  |  |
|              |              |              |              |              |              |  |  | 良右衛門 | 良右衛門 | 良右衛門 | 良右衛門 | 良右衛門 | 良右衛門 |  |  | 岩瀬董作 | 岩瀬董作 | 岩瀬董作 | 岩瀬董作 | 岩瀬董作 | 岩瀬董作 |  |  |          |      |      |      |      |      |  |  | 佐藤啓行 | 佐藤啓行 | 佐藤啓行 | 佐藤啓行 | 佐藤啓行 | 佐藤啓行 |  |  |
|              |              |              |              |              |              |  |  |          |          |          |          |          |          |  |  |          |          |          |          |          |          |  |  |          |      |      |      |      |      |  |  |          |          |          |          |          |          |  |  |
|              |              |              |              |              |              |  |  |          |          |          |          |          |          |  |  |          |          |          |          |          |          |  |  |          |      |      |      |      |      |  |  |          |          |          |          |          |          |  |  |
| 岩瀬友右衛門 | 岩瀬友右衛門 | 岩瀬友右衛門 | 岩瀬友右衛門 | 岩瀬友右衛門 | 岩瀬友右衛門 |  |  | リウ     | リウ     | リウ     | リウ     | リウ     | リウ     |  |  | 慶       | 慶       | 慶       | 慶       | 慶       | 慶       |  |  |          |      |      |      |      |      |  |  | 古志児   | 古志児   | 古志児   | 古志児   | 古志児   | 古志児   |  |  |
| 岩瀬友右衛門 | 岩瀬友右衛門 | 岩瀬友右衛門 | 岩瀬友右衛門 | 岩瀬友右衛門 | 岩瀬友右衛門 |  |  | リウ     | リウ     | リウ     | リウ     | リウ     | リウ     |  |  | 慶       | 慶       | 慶       | 慶       | 慶       | 慶       |  |  |          |      |      |      |      |      |  |  | 古志児   | 古志児   | 古志児   | 古志児   | 古志児   | 古志児   |  |  |
|              |              |              |              |              |              |  |  |          |          |          |          |          |          |  |  |          |          |          |          |          |          |  |  |          |      |      |      |      |      |  |  |          |          |          |          |          |          |  |  |
|              |              |              |              |              |              |  |  | 岩瀬敬助 | 岩瀬敬助 | 岩瀬敬助 | 岩瀬敬助 | 岩瀬敬助 | 岩瀬敬助 |  |  |          |          |          |          |          |          |  |  | 完之     | 完之 | 完之 | 完之 | 完之 | 完之 |  |  |          |          |          |          |          |          |  |  |
|              |              |              |              |              |              |  |  | 岩瀬敬助 | 岩瀬敬助 | 岩瀬敬助 | 岩瀬敬助 | 岩瀬敬助 | 岩瀬敬助 |  |  |          |          |          |          |          |          |  |  | 完之     | 完之 | 完之 | 完之 | 完之 | 完之 |  |  |          |          |          |          |          |          |  |  |
|              |              |              |              |              |              |  |  |          |          |          |          |          |          |  |  |          |          |          |          |          |          |  |  |          |      |      |      |      |      |  |  | 種子     |          |          |          |          |          |  |  |
|              |              |              |              |              |              |  |  |          |          |          |          |          |          |  |  |          |          |          |          |          |          |  |  |          |      |      |      |      |      |  |  |          |          |          |          |          |          |  |  |
|              |              |              |              |              |              |  |  |          |          |          |          |          |          |  |  |          |          |          |          |          |          |  |  | 兼子     |      |      |      |      |      |  |  |          |          |          |          |          |          |  |  |
|              |              |              |              |              |              |  |  |          |          |          |          |          |          |  |  |          |          |          |          |          |          |  |  |          |      |      |      |      |      |  |  | 雄次     |          |          |          |          |          |  |  |
|              |              |              |              |              |              |  |  |          |          |          |          |          |          |  |  |          |          |          |          |          |          |  |  | くに     |      |      |      |      |      |  |  |          |          |          |          |          |          |  |  |
|              |              |              |              |              |              |  |  |          |          |          |          |          |          |  |  |          |          |          |          |          |          |  |  |          |      |      |      |      |      |  |  |          |          |          |          |          |          |  |  |
|              |              |              |              |              |              |  |  |          |          |          |          |          |          |  |  |          |          |          |          |          |          |  |  | 渋沢栄一 |      |      |      |      |      |  |  |          |          |          |          |          |          |  |  |

#### 妻
- 咲枝 - さきゑとも。織田良右衛門の兄・良碩の長男である肇之助の長女。1867年（明治元年）完之と結婚し一女を設けるが、1877年（明治10年）完之と離縁。離縁後は養子を迎え、織田家を相続した[9]。
- 兼子 - 旧姓・加茂兼子。1878年（明治11年）完之と結婚する。1887年（明治20年）死去[6]。
- くに - 国子とも。旧姓・大内くに。嘉永6年（1853年）に京都付近に生まれ、高倉寿子に仕えたとされる。渋沢栄一の妾であったが、完之が兼子と死別したことにより完之と結婚した[27]。

### 交友関係
- 松本奎堂 - 天誅組総裁。織田が幕末期に師事しており、1901年（明治34年）、織田は松本の戦死場所である鷲家口（現・奈良県東吉野村）を訪れている。
- 渋沢栄一 - 1864年（元治元年）[6]もしくは1872年（明治5年）の大蔵省時代より交流があるとされる。印旛沼干拓計画の頃より懇意であったとされ、漢詩の交換や事業の相談、政府高官への取り次ぎなどの書簡が残っている[28]。また、織田の三人目の妻・くには渋沢の妾であった。
- 品川弥二郎 - 織田が岩国藩で捕らわれていた際、品川の取り次ぎにより釈放。また、品川の推挙により弾正台に赴任する。
- 四条隆平 - 織田が若松県に赴任した際の県知事。織田を推挙したとされる。

## 後世への影響
織田は佐藤信淵著作の校訂・刊行を行ったが、これにより無名であった佐藤が明治前期に農学者として認知されることとなったと指摘されている。また、佐藤信季著『漁村維持法』に由来する「水産」の語を織田が用いて内務省勧業寮「水産課」の設立を提言したことが同単語の初出とされ、1877年（明治10年）頃から拡散したとされる。その反面、「混同秘策」や「垂統秘録」といった佐藤の政治思想が反映された著書が日露戦争後の1906年（明治39年）発行の『佐藤信淵家学大要』に掲載されたことにより、政治的な側面が大川周明などによって強調され、時代が下るにつれ佐藤を単なる農学者としてではなく政治思想家として捉える風潮が生まれたと指摘されている。
また、平将門雪冤運動ならびに織田の著作『平将門故蹟考』が後世に与えた影響として、先項のように将門擁護論の有力な典拠となったことや遺跡を記したこと、将門伝説の交流を促進したことのほか、織田の運動後いわゆる「将門墳墓の祟り」が再び人々の話題に上るようになり、将門に対してお祓いなどの慰霊が行われるようになったことが指摘されている。

## 編著書
- 『農家永続救助講法』, 1875
- 『勧農雑話』青靄書房, 1876
- 『農家矩』織田完之, 1880
- 『水産彙考』織田完之, 1881
- 『水産博覧会報告 事務顛末ノ部』編. 農商務省農務局, 1883
- 『勧農殖産法』平山省斎, 1884
- 『厚生利用集』博文館, 1891
- 『印旛沼経緯記』溝口伝三 編. 金原明善, 1893
- 『東洋詩史』博文館, 1896
- 『内湾漁制通考』編. 木崎東一郎, 1906
- 『安積疏水志』編, 今泉久次郎 等訂. 安積疏水事務所, 1905
- 『平将門故蹟考』碑文協会, 1907
- 『楠公夫人伝』楠公夫人遺蹟保存会, 1915
- 『大日本農史』編. 国書刊行会, 1970
- 『平将門故蹟考』崙書房, 1973 
  - 『平将門の古跡 平将門故蹟考口訳版 (戦記双書) 伊藤晃 訳. 崙書房, 1976
- 『内湾漁制通考』編 明治後期産業発達史資料 龍溪書舎, 1999

### 校訂
- 佐藤信淵『農政本論』訂. 松蘚堂, 明4序
- 佐藤信淵『内洋経緯記』佐藤信昭 記, 織田完之 校. 有隣堂, 1880
- 佐藤信淵『薩藩経緯記』校. 有隣堂, 1883
- 佐藤信淵『種樹秘要』訂. 有隣堂,1885
- 佐藤信淵『責難録』織田完之, 福住正兄 訂. 穴山篤太郎, 1886
- 佐藤信淵『養蚕要記』訂. 穴山篤太郎, 1888
- 佐藤信淵『混同秘策』訂. 穴山篤太郎, 1888
- 佐藤信淵『佐藤信淵家学大要』織田完之, 玉利喜造 編. 碑文協会, 1906

## 関連作品

### 映画
- 『帝都物語』1987年（EXE)（演：大滝秀治）